# Ziziphus angustifolius
Ziziphus angustifolius är en brakvedsväxtart som först beskrevs av Friedrich Anton Wilhelm Miquel, och fick sitt nu gällande namn av Hatusima och Van Steenis. Ziziphus angustifolius ingår i släktet Ziziphus och familjen brakvedsväxter. Inga underarter finns listade i Catalogue of Life.